# ألكسندر أنتيتش
ألكسندر أنتيتش هو اقتصادي وسياسي صربي، ولد في 7 مايو 1969 في بلغراد في صربيا. نشط حزبياً في الحزب الاشتراكي الصربي. وقد انتخب Minister of Transportation, Construction and Infrastructure ‏ (2 سبتمبر 2013 – 27 أبريل 2014) وانتخب عضو الجمعية الوطنية في صربيا ‏ وقد انضم خلال فترته النيابية ‏ (3 يونيو 2016 – 11 أغسطس 2016) للكتلة البرلمانية الحزب الاشتراكي الصربي وانتخب وزير الطاقة والتعدين ‏ (27 أبريل 2014 – ).